# Torneo de Brisbane 2011
El Brisbane International 2011 fue un evento de tenis ATP 250 en su rama masculina y WTA International en la femenina. Se disputó en Brisbane (Australia), en el complejo Queensland Tennis Centre y en cancha dura al aire libre, haciendo parte de un par de eventos que hacen de antesala al Australian Open, entre el 2 y 9 de enero de 2011 en los cuadros principales masculinos y femeninos, pero la etapa de clasificación se disputó desde el 31 de diciembre.

## Campeones
- Individuales masculinos:  Robin Soderling derrota a  Andy Roddick por 6-3 y 7-5.

- Individuales femeninas:  Petra Kvitova derrota a  Andrea Petković por 6-1 y 6-3.

- Dobles masculinos:  Lukáš Dlouhý/Paul Hanley  derrotan a  Robert Lindstedt/Horia Tecău  por 6-4 y retiro.

- Dobles femeninas:  Alisa Kleybanova/Anastasiya Pavliuchenkova  derrotan a  Klaudia Jans/Alicja Rosolska  por 6-3 y 7-5.

## Cabezas de serie
A continuación se detallan los cabeza de serie de cada categoría. Los jugadores marcados en negrita están todavía en competición. Los jugadores que ya no estén en el torneo se enumeran junto con la ronda en la cual fueron eliminados.

### Cabezas de serie (individuales masculino)
| N° | Jugador           | Ronda            | Rival           | Marcador          |
| 1. | Robin Soderling   | Campeón          | Andy Roddick    | 6-3 y 7-5         |
| 2. | Andy Roddick      | Final            | Robin Soderling | 3-6 y 5-7         |
| 3. | Fernando Verdasco | 1.ª ronda        | Benjamin Becker | 1-6, 7-6(2) y 3-6 |
| 4. | Mardy Fish        | 2.ª ronda        | Radek Štěpánek  | 3-6 y 1-6         |
| 5. | Marcos Baghdatis  | Cuartos de final | Andy Roddick    | 2-6 y 3-6         |
| 6. | Feliciano López   | 2.ª ronda        | Kevin Anderson  | 3-6 y 1-6         |
| 7. | Florian Mayer     | Cuartos de final | Radek Štěpánek  | 3-6 y 3-6         |
| 8. | Denis Istomin     | 2.ª ronda        | Matthew Ebden   | 4-6 y 4-6         |

### Cabezas de serie (individuales femenino)
| 1. | Samantha Stosur           | pierde ante | Jamila Groth    | 2.ª ronda |
| 2. | Shahar Peer               | pierde ante | Lucie Safarova  | 2.ª ronda |
| 3. | Nadia Petrova             | pierde ante | Petra Kvitova   | 1.ª ronda |
| 4. | Marion Bartoli            | pierde ante | Andrea Petkovic | Semifinal |
| 5. | Anastasiya Pavliuchenkova | pierde ante | Petra Kvitova   | Semifinal |
| 6. | Flavia Pennetta           | se retiró   |                 |           |
| 7. | Alisa Kleybanova          | pierde ante | Sally Peers     | 1.ª ronda |
| 8. | Alexandra Dulgheru        | pierde ante | Andrea Petkovic | 1.ª ronda |

### Cabezas de serie (dobles masculino)
| 1. | Max Mirnyi Daniel Nestor     | pierden ante | Lukas Dlouhy Paul Hanley     | Semifinal |
| 2. | Lukasz Kubot Oliver Marach   | pierden ante | Carsten Ball Chris Guccione  | 1.ª ronda |
| 3. | Lukas Dlouhy Paul Hanley     | derrotan a   | Robert Lindstedt Horia Tecau | Campeones |
| 4. | Robert Lindstedt Horia Tecau | pierden ante | Lukas Dlouhy Paul Hanley     | Final     |

## Puntos y premios
El torneo se realiza con una inversión de 474.050 dólares, de los cuales, 372.500 son entregados a los tenistas de la siguiente forma:
- Singles

| Ronda            | Puntos ATP | Premios ATP | Puntos WTA | Premios WTA |
| Campeón          | 250        | 63.800      | 280        | 37.000      |
| Finalista        | 150        | 33.600      | 200        | 19.000      |
| Semifinal        | 90         | 18.200      | 130        | 10.200      |
| Cuartos de final | 45         | 10.370      | 70         | 5.340       |
| Segunda ronda    | 20         | 6.110       | 30         | 2.950       |
| Primera ronda    | 0          | 3.620       | 1          | 1.725       |
| Clasificado      | 12         |             | 16         |             |
| Clasificación R3 | 6          | 615         | 10         | 860         |
| Clasificación R2 | 0          | 295         | 6          | 460         |
| Clasificación R1 | 0          | 0           | 1          | 265         |

- Dobles

| Ronda            | Puntos ATP | Premios ATP | Puntos WTA | Premios WTA |
| Campeón          | 250        | 20.430      | 280        | 11.000      |
| Finalista        | 150        | 10.740      | 200        | 5.750       |
| Semifinal        | 90         | 5.820       | 130        | 3.100       |
| Cuartos de final | 45         | 3.330       | 70         | 1.650       |
| Primera ronda    | 0          | 1.950       | 1          | 860         |